# Lucius Junius Neratius Gallus Fulvius Macer (légat)
Pour les articles homonymes, voir Macer.
Lucius Junius Neratius Gallus Fulvius Macer (fl. c. 260) était un homme politique de l'Empire romain.

## Biographie
Fils de Lucius Junius Aurelius Neratius Gallus Fulvius Macer (fl. c. 230), tribun militaire, petit-fils paternel de Lucius Neratius Junius Macer, consularis vir in Saepinum, et de sa femme Fulvia Plautia, fille de Gaius Fulvius Plautianus Hortensianus, frère de Fulvia Plautilla, fils et fille de Gaius Fulvius Plautianus, exilés depuis 22 février 205 à Lipari et exécutés en 211 ou 212, et de sa femme Aurelia Galla, et arrière-petit-fils paternel de Lucius Junius Macer et de sa femme Neratia Prisca, fille de Lucius Neratius Priscus et de sa femme Accia. Il appartient à l'importante famille des Neratii, originaires de Saepinum dans le Samnium, connus dès le Ier siècle et plusieurs fois liés aux dynasties impériales.
Il fut légat en Thrace autour de 260.
Il fut le père de Neratius Gallus (fl. c. 280), consularis vir, et de sa femme Aemilia Pudentilla, les parents de Neratius Junius Flavianus.